# Bayard Veiller

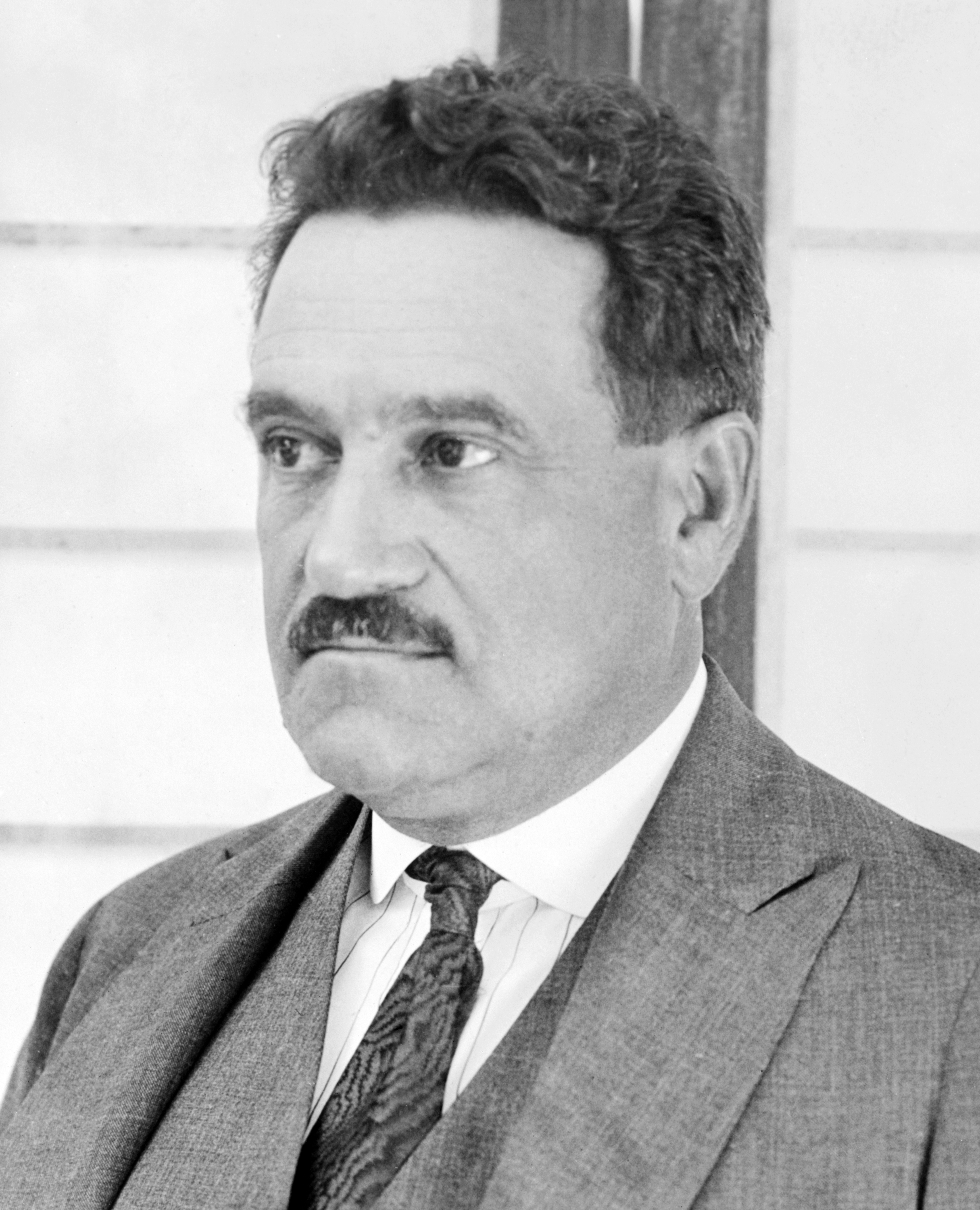
Bayard Veiller, 1920

Bayard Veiller (Brooklyn, 2 de janeiro de 1869 – Nova Iorque, 16 de janeiro de 1943) foi um dramaturgo, roteirista, produtor e diretor de cinema norte-americano. Ele escreveu os roteiros para 32 filmes entre 1915 e 1941.

## Filmografia selecionada
- The Deadlier Sex (1920)
- There Are No Villains (1921)
- Smooth as Satin (1925)
- The Trial of Mary Dugan (1929)
- The Thirteenth Chair (1929)
- Paid (1930)
- The Eagle and the Hawk (1933) produtor
- Miss Fane's Baby Is Stolen (1934)
- The Trial of Mary Dugan (1941)
- The Notorious Sophie Lang (1934) produtor